# Kükəl
Kükəl è un comune dell'Azerbaigian situato nel distretto di Ağdaş. Conta una popolazione di 1 183 abitanti.